# Refroidissement à eau
 (décembre 2015).
Si vous disposez d'ouvrages ou d'articles de référence ou si vous connaissez des sites web de qualité traitant du thème abordé ici, merci de compléter l'article en donnant les références utiles à sa vérifiabilité et en les liant à la section « Notes et références ».
Le refroidissement à eau (watercooling en anglais) est une branche du refroidissement liquide ayant pour particularité d’utiliser l’eau comme liquide caloporteur. C’est un système de refroidissement largement répandu dans l’industrie automobile et la production d’énergie. Plus récemment, le refroidissement à eau a fait son apparition dans le secteur de l'informatique (micro-informatique et centres de données) pour pallier les inconvénients du refroidissement à air.

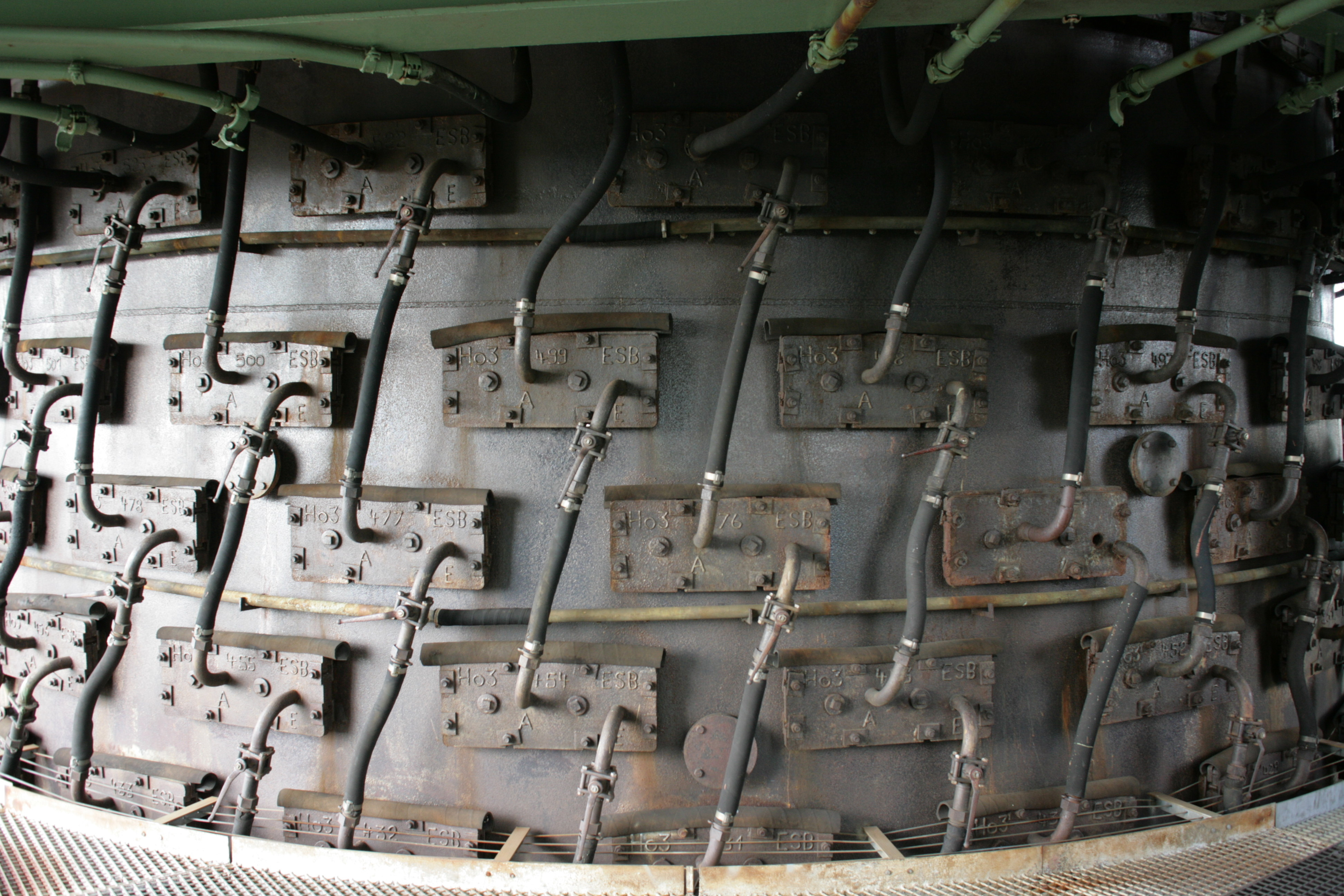
Système de refroidissement à eau d'un haut-fourneau (fourneau n°3 de Henrichshütte à Hattingen)

## Description

Utilisation d'un système de refroidissement à cycle ouvert lors d'une expérience de chimie.

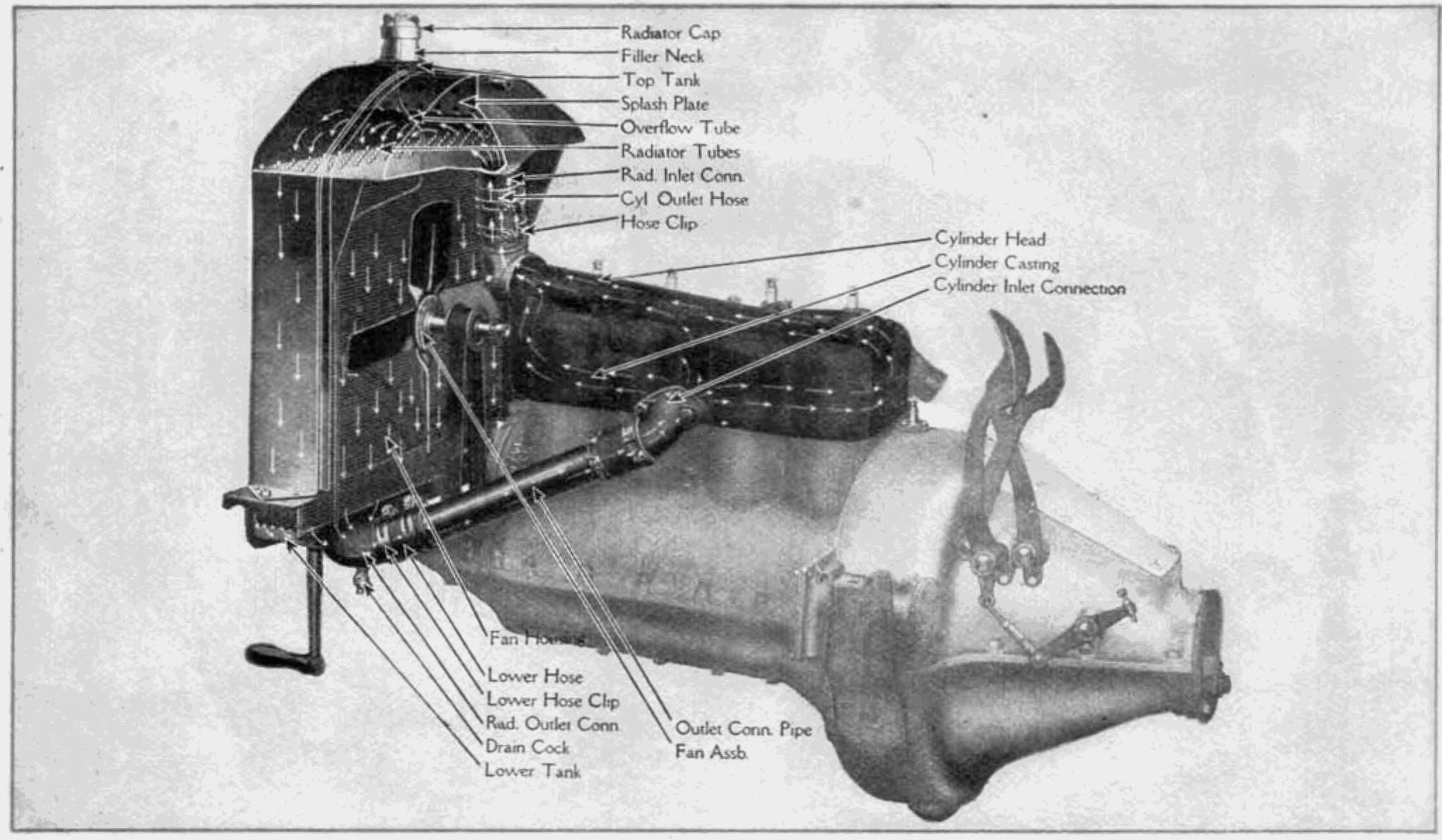
Circuit de refroidissement à eau à thermosiphon du moteur de la Ford T en 1919.

On retrouve ce procédé sous deux architectures différentes : 
- les systèmes « à cycle ouvert » : (once-through cooling ou OTC en anglais) utilisés pour des installations temporaires ou lorsque de grandes quantités d’eau sont disponibles ;
- les systèmes « à recirculation » : les plus fréquemment utilisés du fait du peu d'eau consommée. Dans cette configuration, la même eau est utilisée en cycle fermé et doit donc être refroidie.

Un système classique de refroidissement à eau à recirculation est composé des éléments suivants.
Le premier échangeur thermiqueCe premier échangeur thermique (en anglais waterblock), permet l'échange de chaleur entre l'élément à refroidir et le liquide caloporteur. Sur certains systèmes comme les moteurs à  explosion, le bloc moteur comporte de nombreux canaux et fait office d'échangeur de chaleur.
Le second échangeur thermiqueCe deuxième échangeur thermique aussi appelé radiateur ou dissipateur permet l'évacuation de la chaleur du circuit dans l’air ambiant par exemple. Cet échangeur peut être passif ou actif (on accélère le refroidissement mécaniquement à l’aide de ventilateurs ou de systèmes de réfrigération).
Le réservoirIl permet de stocker l’eau, d’absorber les fluctuations de volume dues aux variations de température, de pallier les fuites et l'évaporation résiduelle du circuit et occasionnellement à attraper les bulles qui pourraient se former dans le circuit. Le réservoir est généralement doté d’un bouchon permettant la vidange ou le remplissage du système.
La pompeElle assure une bonne circulation du liquide dans le circuit. Il est important de souligner que les premiers systèmes de refroidissement à eau, notamment dans le secteur automobile, ne disposaient pas de pompe et que la circulation du fluide était assurée par le phénomène de thermosiphon.
Le liquide caloporteurIci c'est l'eau qui est utilisée comme liquide caloporteur, servant littéralement à « transporter la chaleur » entre les deux échangeurs thermiques. L'inertie thermique du système croit avec la quantité d’eau utilisée, autrement dit, un système doté d’un grand réservoir ou de longues tuyauteries aura une inertie thermique plus importante. En pratique, des additifs sont généralement ajoutés à l’eau, qui ont notamment pour but d’abaisser la température de solidification (gel) ou d'éviter la formation d’algues.
Le fluide transite à travers les éléments du circuit via un réseau de tuyauteries. Selon la nature et le nombre d'éléments à refroidir, on peut adopter un montage en série ou en parallèle.

## Avantages  et inconvénients

### Avantages
La principale alternative à un système de refroidissement à eau est l’utilisation d’un refroidissement à air. L’utilisation de l’eau présente cependant l’avantage d’avoir une bien meilleure conductivité thermique que l’air et est un bien meilleur caloporteur. Concrètement, cela permet de refroidir un même système plus efficacement avec une surface d'échange équivalente tout en ayant un débit et un déplacement de fluide moindre.
Ce procédé présente également la possibilité de déporter le système de refroidissement loin de la source de chaleur, lorsque celle-ci se dégage dans un espace restreint ou inadapté par exemple. C’est pourquoi cette configuration s'avère particulièrement avantageuse lors du refroidissement de composants informatiques.
Plus généralement, l’eau présente l’avantage d'être non toxique, fluide et relativement peu chère.
On peut également lui trouver des avantages lors d’utilisations plus spécifiques, par exemple, l’eau de refroidissement qui enveloppe un moteur à explosion apporte une isolation sonore supplémentaire.

### Inconvénients

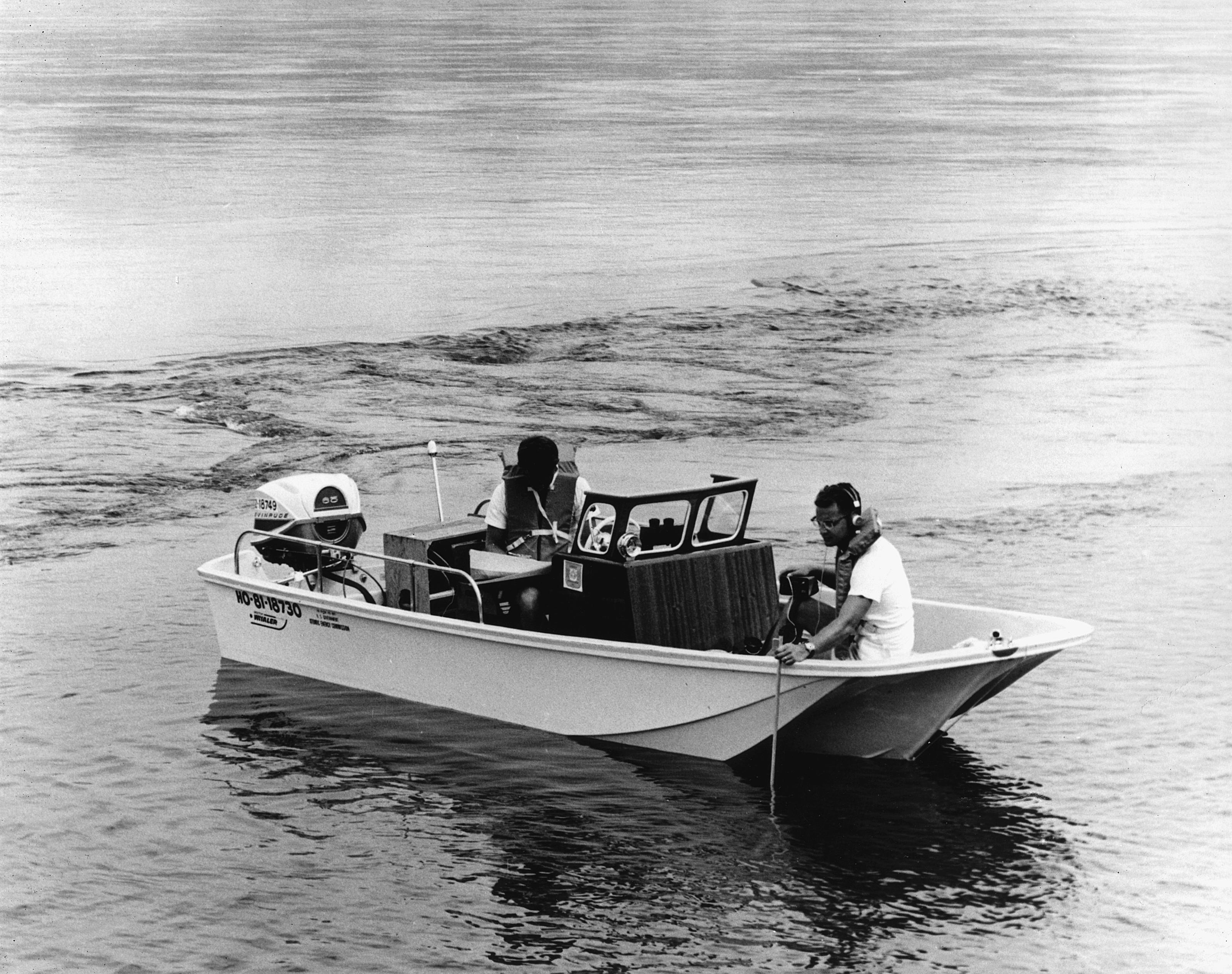
Des opérateurs du Pacific Northwest Laboratory et du Seattle Biological Laboratory du US Bureau of Commercial Fisheries étudient les réactions des truites et saumons lors de leur passage migratoire dans une zone réchauffée par le rejet du système de refroidissement du complexe nucléaire de Hanford (au début des années 1970).

Un système de refroidissement à eau est généralement plus complexe à mettre en œuvre qu’un système de refroidissement à air, surtout pour de petites installations. En particulier, l'utilisation de liquides et leur proximité avec les éléments à refroidir impose dans la majorité des cas une excellente étanchéité du système.
Un second problème apparaît quand des plaques ou tuyaux métalliques de métaux différents sont utilisés au sein d’un même circuit. Il s’agit de l'oxydoréduction et de phénomènes de corrosion favorisés par la conduction électrique. Si ce phénomène n'est pas contrôlé, il peut mener à long terme à l'apparition de fuites généralisées, une obstruction du système, des détériorations au niveau de la pompe, voire une destruction des pièces métalliques. Ce phénomène est à envisager dès la conception du système. Les solutions classiques sont l'anodisation, l’utilisation du même métal au sein de toute l'installation, ou le remplissage du système avec un liquide caloporteur empêchant ce phénomène. L’eau déminéralisée possède par exemple un fort pouvoir isolant permettant de réduire les risques d'oxydoréduction et de minimiser les dégâts en cas de fuite.
Enfin, si l'échange thermique a lieu avec le milieu naturel, il peut en changer la température. Ainsi le refroidissement des installations nucléaires réchauffe-t-il significativement le milieu (fleuve, rivière, mer) autour et en aval de leurs points de rejet. En outre, pour protéger les circuits de refroidissement, l'eau est souvent l'objet de traitements, généralement au chlore, qui peut tuer de nombreux micro-organismes et contribuer au développement de phénomènes de chlororésistance chez des microbes éventuellement pathogènes.

## Performances

Animation illustrant la formation d'une sous-couche laminaire.

La puissance dissipée en watts par un tel système peut être calculée grâce à la loi de refroidissement de Newton :
{\displaystyle Q=h\times A\times (T_{s}-T_{f})}
où :
- {\displaystyle Q} est la puissance dissipée en watts par le système ;
- {\displaystyle h} est le coefficient de transfert convectif en W/m².K ;
- {\displaystyle A} est la surface d'échange disponible ;
- {\displaystyle T_{s}-T_{f}} est la différence de température entre le fluide et la surface.

Un des phénomènes pouvant diminuer les performances du système est l'apparition d'un écoulement laminaire. Ce phénomène dépend de la viscosité du fluide utilisé, de la géométrie des canaux et de la vitesse de déplacement du fluide.
Contrairement à un écoulement turbulent, un écoulement laminaire désigne un déplacement du fluide uniforme où toutes les particules ont la même vitesse et sont immobiles les unes par rapport aux autres. Par exemple, un fluide plutôt visqueux transitant dans une tuyauterie droite sans variation de diamètre avec un débit relativement faible aura un écoulement laminaire.
Dans le cas d’un système de refroidissement, le problème posé est celui de la perte de vitesse par friction des particules proches des parois du conduit. Il faut absolument éviter la création de cette « sous-couche laminaire » au sein des échangeurs thermiques car la couche de fluide se déplaçant à faible vitesse contre les parois agira comme un isolant thermique empêchant les échanges de chaleur avec la portion du fluide se déplaçant à grande vitesse au centre du conduit.
Les solutions permettant de briser cette couche laminaire sont généralement une bonne vitesse de déplacement du fluide dans le circuit et le placement d’obstacles sur le passage du fluide au sein des échangeurs. Cela explique pourquoi la majorité des échangeurs du commerce possèdent des canaux de forme relativement complexe et sont munis d'une pompe.

## Domaines d’application

### Moteurs thermiques
Lors du démarrage, les moteurs thermiques doivent monter rapidement en température pour atteindre un rendement acceptable. Mais, passés les 120 °C, certaines pièces du moteur commencent à se dégrader[réf. nécessaire]. Pour les maintenir à bonne température (entre 75 et 95 °C)[réf. nécessaire] le moteur a donc besoin d’être refroidi.
Quand cela est possible, les fabricants de moteurs thermiques font appel au refroidissement liquide pour maintenir leurs machines dans une plage thermique acceptable. Cette régulation permet un refroidissement uniforme, qui améliore le rendement du moteur, donc sa consommation et ses émissions, sa puissance et sa fiabilité.
Dans ces cas-là, le circuit de refroidissement à eau comprend, entre autres, les durites, la pompe à eau, le vase d'expansion, le radiateur, le ventilateur et le calorstat, qui régule la température.

### Micro-informatique
Un avantage principal du refroidissement par eau pour refroidir les composants informatiques est qu'il transporte la chaleur de la source vers une surface de refroidissement secondaire, ce qui permet l'utilisation de grands radiateurs de conception plus optimale et moins bruyante, qui peuvent remplacer de petites ailettes bien moins efficaces montées directement sur la source de chaleur.

#### Apparition

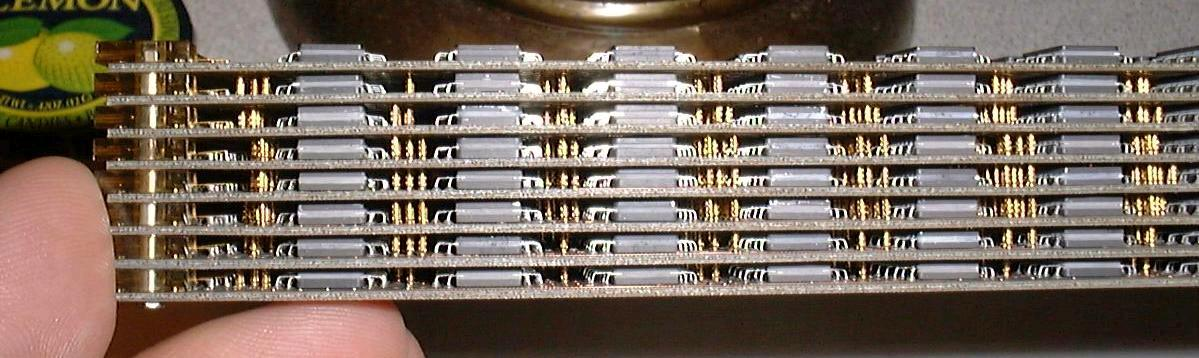
Vue de côté d'un module du Cray-2.

Les circuits intégrés qui composent un ordinateur, le processeur (en anglais Central process Unit ou CPU) et le processeur graphique (en anglais Graphical Process Unitou GPU) notamment, sont des composants actifs dont une grosse partie de l'énergie qu’ils consomment est convertie en chaleur, ce qui explique la nécessité de refroidir ces composants.
La première utilisation connue du refroidissement à eau dans un ordinateur est celle de Cray-2, un super-ordinateur livré par la société Cray en 1985[réf. nécessaire]. Lors de la conception de cette machine destinée à effectuer d’imposants calculs, les ingénieurs ont été confrontés au problème de la densité des composants. En effet, afin d’obtenir les performances visées, le système devait posséder une importante densité de circuits intégrés dans un espace restreint. La première solution trouvée consistait à utiliser de grands circuits imprimés sur lesquels étaient brasés les circuits intégrés en grande quantité. Cela rendait la réalisation de ces cartes très complexe mais ne permettait pourtant pas d’atteindre les objectifs de performance visés.
La solution innovante imaginée par Seymour Cray lui-même consistait en la réalisation de petites cartes connectées les unes aux autres. De fait, la densité de composants était considérablement augmentée mais cela posait un nouveau problème : avec cette densité de composants, il n'y avait aucune chance que les systèmes de refroidissement à air conventionnels fournissent des résultats satisfaisants.
C’est pourquoi les circuits du Cray-2 furent tout simplement immergées dans du Fluorinert, un liquide de refroidissement spécialement conçu pour l'informatique par la société 3M et présentant un fort pouvoir isolant. Un module annexe à la machine était chargé de faire circuler et de refroidir le liquide.

#### Évolution

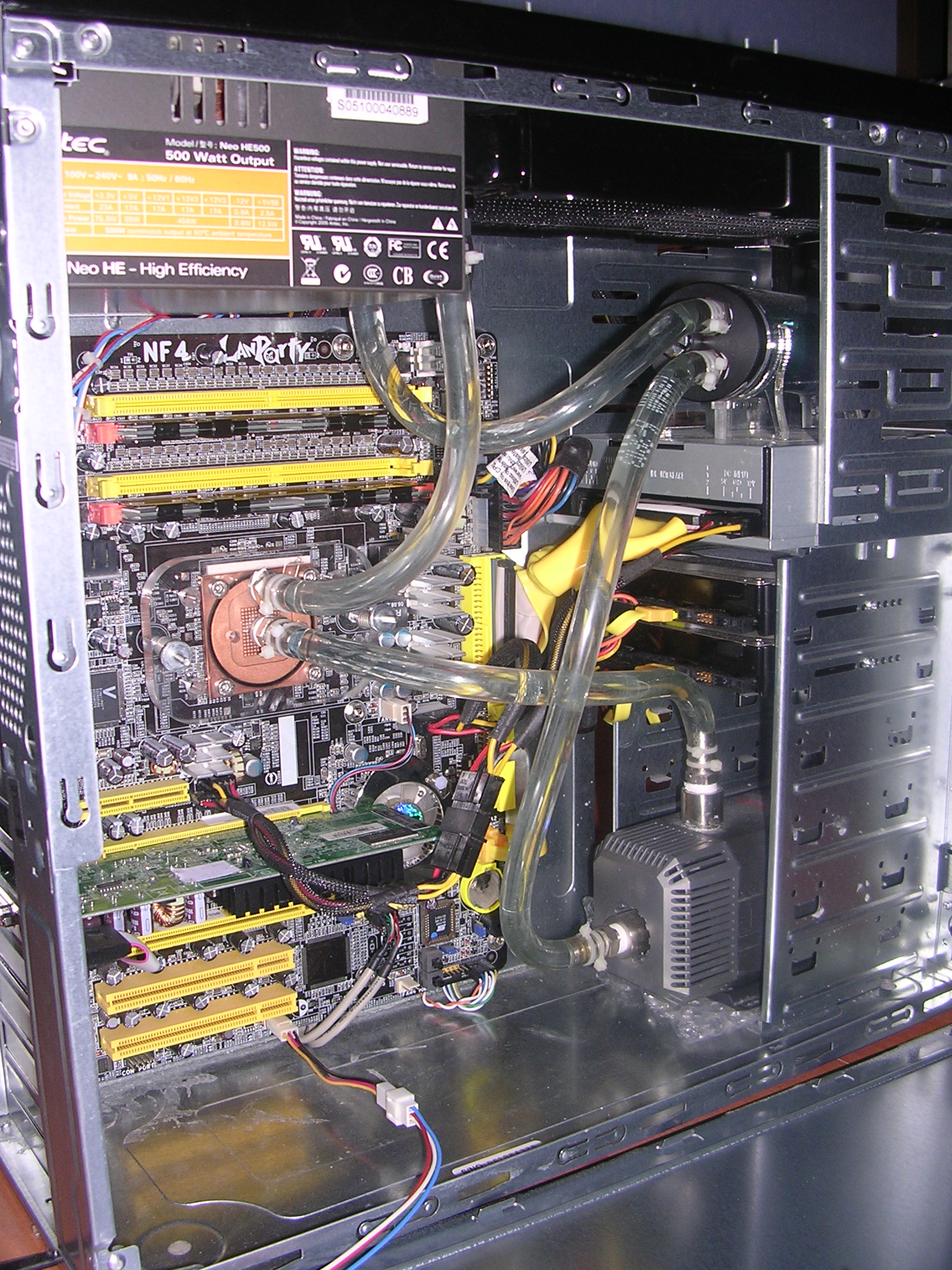
Vue de détail du refroidissement à eau d'un ordinateur personnel utilisant des composants du commerce.

À partir des années 1990 est apparu le refroidissement liquide dans les ordinateurs personnels traditionnellement équipés de refroidissements à air (ventirads). Mais les composants de l'époque générant relativement peu de chaleur, son utilisation ne s’est avérée réellement justifiée que quelques années plus tard, avec la démocratisation de l'overclocking.
Les précurseurs du refroidissement à eau utilisaient généralement du matériel de récupération ou adaptaient des systèmes existants à leur installation.
Des pompes d'aquarium étaient d'abord utilisées et les waterblocks étaient de fabrication artisanale. De même, les radiateurs de voiture étaient souvent utilisés, en particulier ceux de la Renault Twingo ou de l'Opel Corsa.
La généralisation des jeux sur ordinateurs et des applications nécessitant d’importantes capacités de calcul ont poussé les constructeurs à fournir des processeurs toujours plus puissants. Ces meilleures performances se traduisent généralement d’un point de vue technologique par une finesse de gravure croissante ainsi qu’une augmentation de la fréquence de fonctionnement et de la tension d’alimentation.
Ce phénomène s’est également propagé aux autres composants de l’ordinateur comme la carte graphique (GPU), le chipset de  carte mère (northbridge), les barrettes de mémoire, le disque dur et désormais les SSD (solid-state drive). Ces modifications affectent de manière très importante la chaleur dégagée par le composant, d'où la nécessité de systèmes de refroidissement toujours plus performants. C’est pourquoi les configurations refroidies à l’eau connaissent depuis quelques années une popularité croissante.

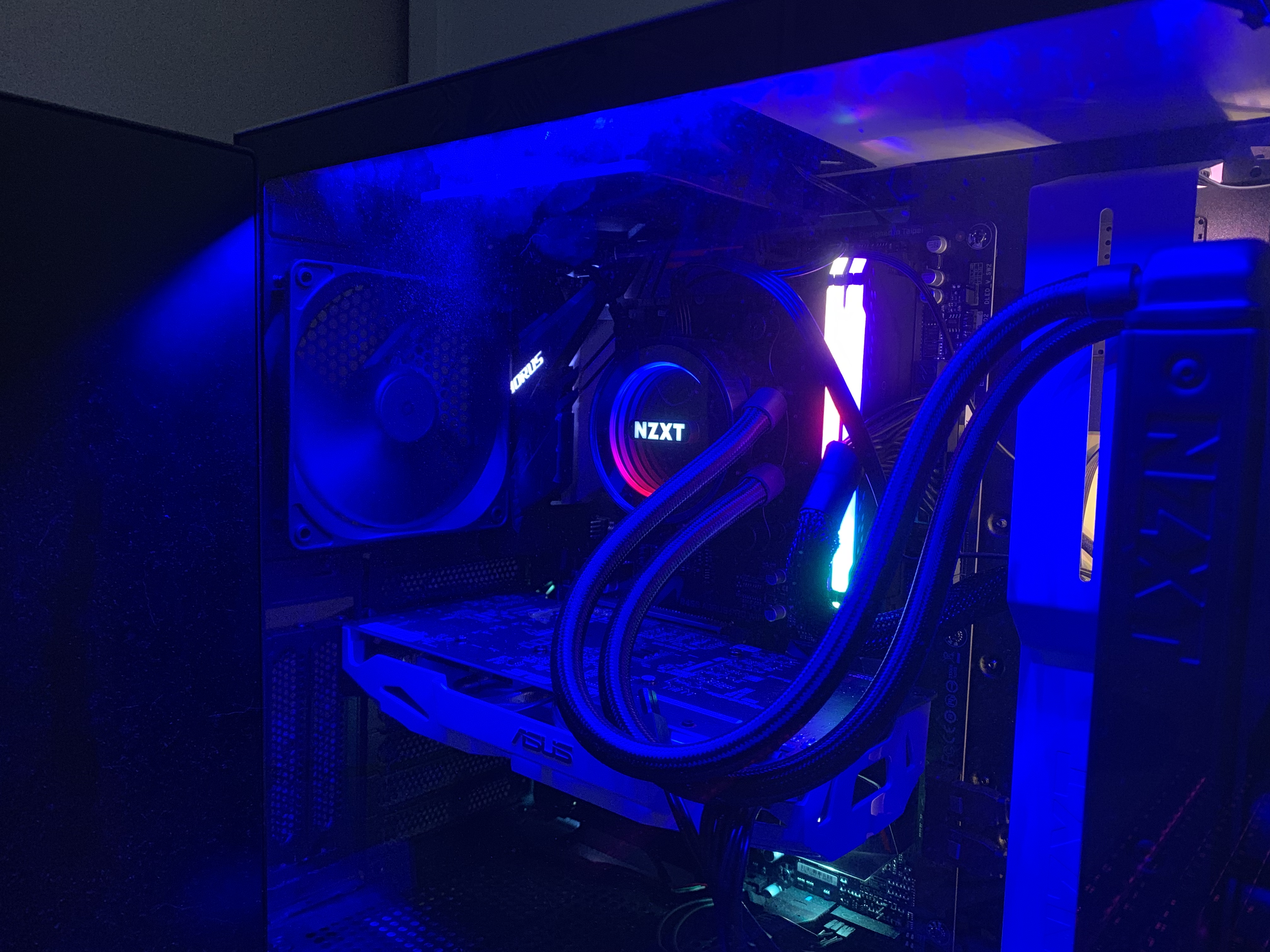
Un système de watercooling NZXT en 2019.

Un marché s’est rapidement développé autour du watercooling et il est désormais possible de se procurer des composants destinés à cet usage (pompes, waterblocks, radiateurs, tuyauteries et raccords…). Cet industrialisation des procédés de fabrication a de fait permis d’obtenir des systèmes plus performants avec des prix accessibles au grand public.
De nombreux magasins (principalement sur internet) proposent désormais des gammes complètes de produits aussi bien au détail qu'en kits contenant le nécessaire pour assembler un circuit complet.
Il est cependant important de souligner que la majorité du parc informatique et de la production mondiale reste équipée de refroidissements à air, préférés pour leur simplicité d'utilisation et de mise en place ainsi que leur faible coût. Les configurations refroidies à l'eau sont généralement réservées aux ordinateurs personnels haut de gamme ou « overclockés. »
Les utilisateurs de telles configurations recherchent autant le gain de performances qu'une meilleure ergonomie du système de refroidissement ou encore, une meilleure esthétique.

#### Fonctionnement

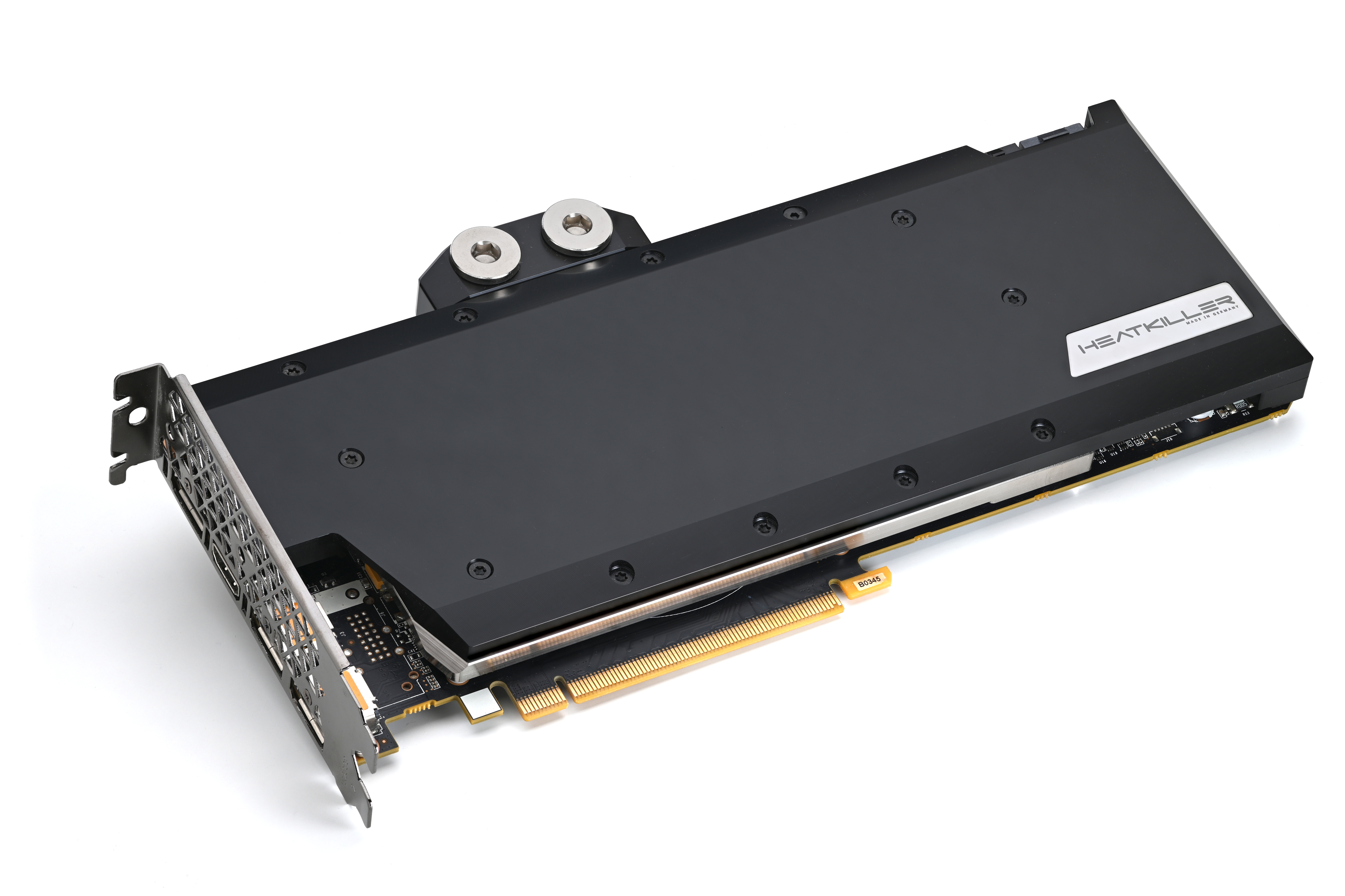
Waterblock monté sur carte GPU Nvidia 1080 Ti.

Un waterblock est monté sur le composant à refroidir, qui fait passer un liquide de refroidissement qui absorbe la chaleur. Ce liquide est ensuite pompé à travers des tuyaux et amené au radiateur, où il sera refroidi par des ventilateurs avant de retourner au bloc de refroidissement. Ce cycle continue, assurant un refroidissement constant et efficace.

#### Variantes

##### LDPC
Un waterblock LPDC (low pressure drop charge, « basses pertes de charge ») est creusé de larges canaux offrant un minimum de résistance à la circulation du liquide. Ils compensent ainsi la faiblesse de leur surface d'échange par un débit élevé. Les pionniers du watercooling privilégiaient ces types de blocs, couplés à des BigMomma (radiateurs de voitures), car ils demandent peu d'entretien (les canaux larges ayant peu tendance à s'obstruer). On en trouve relativement peu dans le commerce, car ils peuvent être réalisés avec très peu de matériel par un amateur et demandent des tuyaux de larges diamètres et une pompe offrant un gros débit.

##### HDPC
Les waterblocks HPDC (high pressure drop charge, « hautes pertes de charge ») utilisent des canaux fins, privilégiant la surface d'échange au détriment du débit, et doivent être utilisés avec des caloporteurs très fluides en raison de leurs pertes de charge élevées. Ce type de waterblock est le plus répandu dans le commerce. Il offre des performances supérieures à celles des waterblocks LPDC. Une pompe offrant un débit modéré est bien adaptée pour ces waterblocks, une pompe trop puissante pourrait s'user rapidement.

#### Mise en œuvre

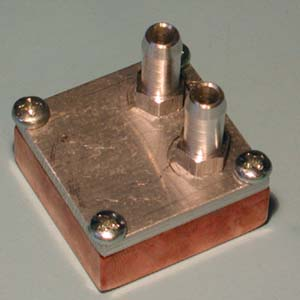
Waterblock en cuivre pour processeur.

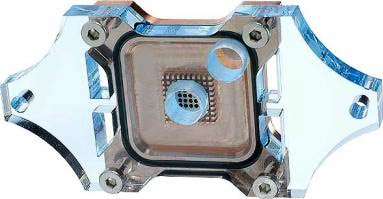
Waterblock avec base en cuivre et haut en Plexiglas.

Un waterblock est l’équivalent d’un dissipateur thermique pour le refroidissement par eau. Il s'agit d'un type d'échangeur de chaleur à plaques qui peut être utilisé sur de nombreux composants informatiques, notamment le microprocesseur central (CPU), le processeur graphique (GPU) et le chipset northbridge de la carte mère. Il existe également des monoblocs sur le marché, qui sont montés sur les cartes mères des PC et couvrent le processeur et ses modules de régulation de tension (VRM) qui entourent la zone du socket du processeur. Il se compose d'au moins deux parties principales ; la « base » est la zone qui entre en contact avec l'appareil à refroidir et est généralement fabriquée à partir de métaux à haute conductivité thermique comme l'aluminium ou le cuivre ; le « haut » garantit que l'eau est contenue en toute sécurité à l'intérieur du bloc d'eau et comporte des connexions qui permettent au tuyau de le connecter à la boucle de refroidissement par eau ; le dessus peut être fait du même métal que la base, en Perspex transparent (ou Plexiglas), Delrin (POM), Nylon ou HDPE.

Écoulement d'eau dans un Waterblock circulaire.

La base, le dessus et la ou les plaques médianes sont scellés ensemble pour former un « bloc ». Celui-ci est parcouru par un chemin permettant à l'eau de circuler vers la source de chaleur. Les extrémités du chemin sont dotées de connecteurs d'entrée/sortie pour le tube qui relie le bloc au reste du système de refroidissement par eau. Les premières conceptions comprenaient des ailettes en spirale, en zigzag ou en forme de dissipateur thermique pour permettre à la plus grande surface possible de transférer la chaleur de l'appareil refroidi à l'eau. Ces conceptions étaient généralement utilisées parce que l’hypothèse était qu’un débit maximum était requis pour des performances élevées[réf. nécessaire]. Les essais et erreurs ainsi que l'évolution de la conception des blocs d'eau ont montré que l'échange de flux contre des turbulences[C'est-à-dire ?] peut souvent améliorer les performances. Les conceptions les plus récentes sont des blocs de style « épingle », des blocs « jet cup[Quoi ?] », des conceptions de labyrinthe encore plus raffinées, des conceptions de micro-ailettes et des variations de ces co'installation[C'est-à-dire ?]. Des conceptions de plus en plus restrictives n'ont été possibles que grâce à l'augmentation de la pression maximale des pompes à eau commercialement viables.
De la pâte thermique est étalée entre le bloc et le composant à refroidir pour faciliter la conduction thermique entre les deux.

#### Entretien
Si les différents éléments ne sont pas constitués du même métal, l'oxydoréduction peut gravement endommager ou boucher le circuit. L'exemple le plus commun, comme dit plus haut, est celui d'échangeurs en cuivre suivis d'un radiateur en aluminium. Afin de nettoyer le système, il est préférable de le démonter entièrement et de s'occuper de tous les éléments un par un. Il est recommandé de vidanger le circuit régulièrement (entre six mois et un an)[réf. nécessaire].
Le liquide de refroidissementAu fil du temps, la qualité du liquide de refroidissement peut se dégrader. L'usure mécanique arrache des micro-particules aux différents éléments du système. Si l’ensemble de refroidissement à eau contient des éléments fabriqués à la main, ils seront plus sujets à s'abîmer que des éléments industriels. Si on a fabriqué par exemple un réservoir avec des matières plastiques, et utilisé pour l'étanchéité du mastic, il est plus probable que le liquide de refroidissement soit hétérogène.
Les waterblocksPour déboucher un waterblock, l'utilisation d'un compresseur permet la plupart du temps de déloger les saletés qui s'y seraient incrustées. Si jamais cela s'avérait sans succès, l'emploi de produit chimiques tels que l'acide chlorhydrique ou l'acide sulfurique sont possibles pour décaper les métaux.
Le dissipateurLa poussière qui s'accumule au fur et à mesure sur le radiateur augmente progressivement le delta de température entre le processeur et l'air ambiant. Ici aussi le compresseur permet de nettoyer efficacement les ailettes. Si vous n'en possédez pas un simple aspirateur fonctionne également. Pour purger l'intérieur du radiateur, il est conseillé de faire circuler quelques litres de liquide en circuit ouvert. De l'eau suffit (avec éventuellement quelques gouttes d'eau de Javel pour prévenir le développement d'algues), mais pour parfaire le nettoyage, un dernier rinçage avec du liquide de refroidissement peut être effectué.
Le réservoirLes réservoirs fabriqués à la main peuvent être source d'ennuis futurs. Si l'étanchéité d'un circuit n'est pas complète, dans le cas d'un réservoir ne possédant pas une herméticité parfaite, des micro-organismes peuvent apparaître. En effet, la température élevée du liquide dans le système favorise le développement de ces derniers.

Composants d'un systèmes de refroidissement à eau
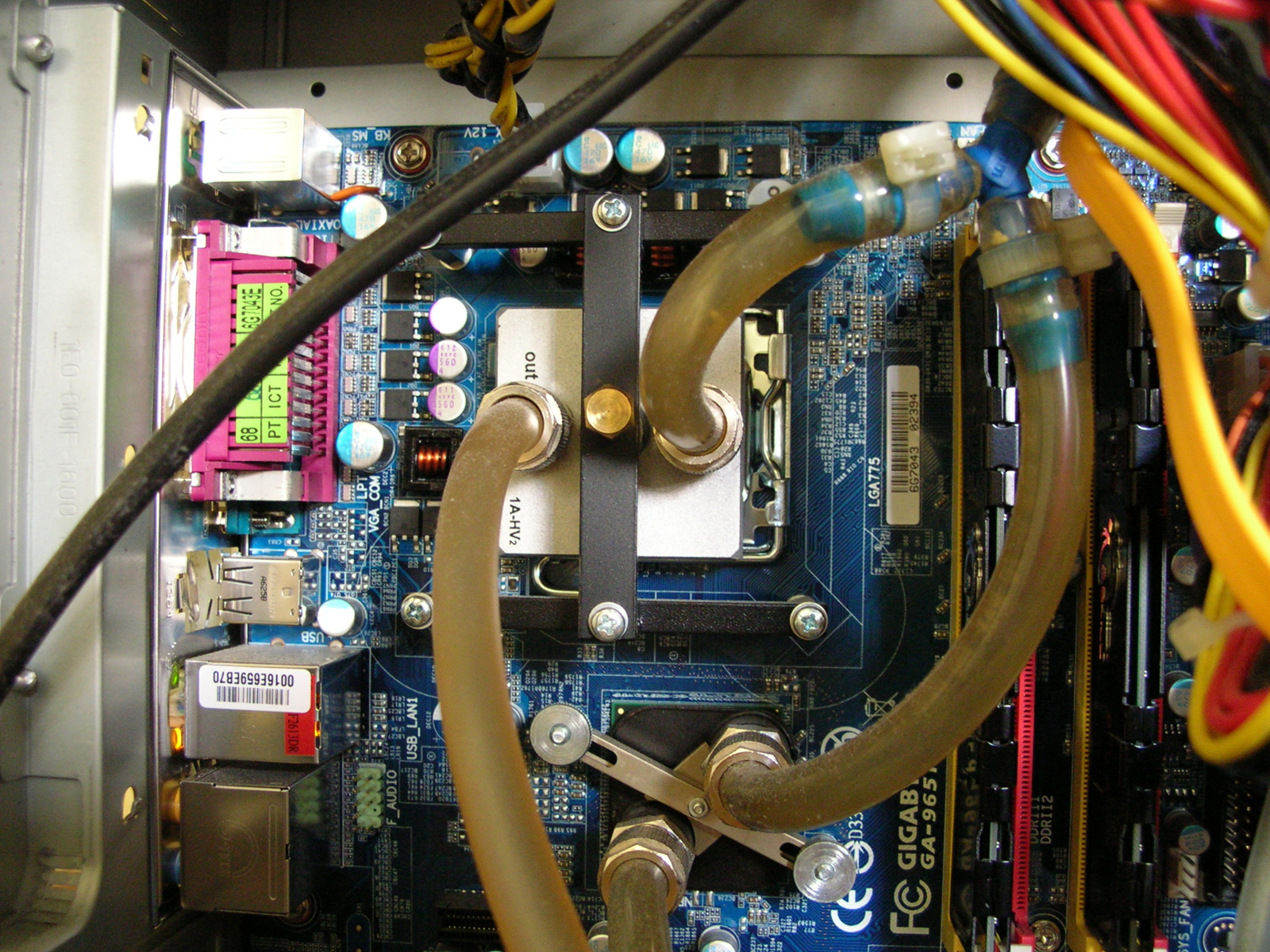
Sur le CPU et le northbridge.
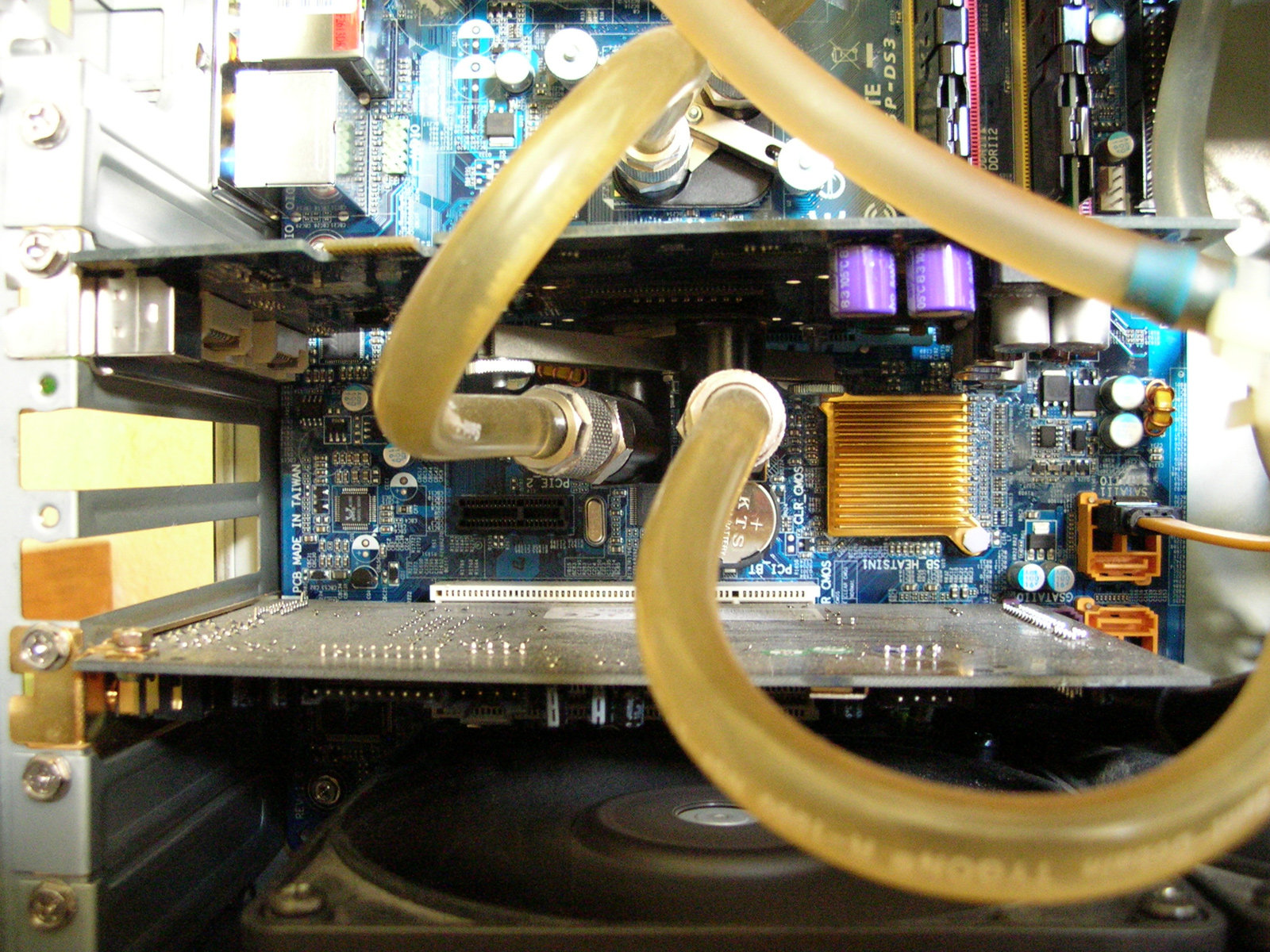
Au niveau de la carte graphique.
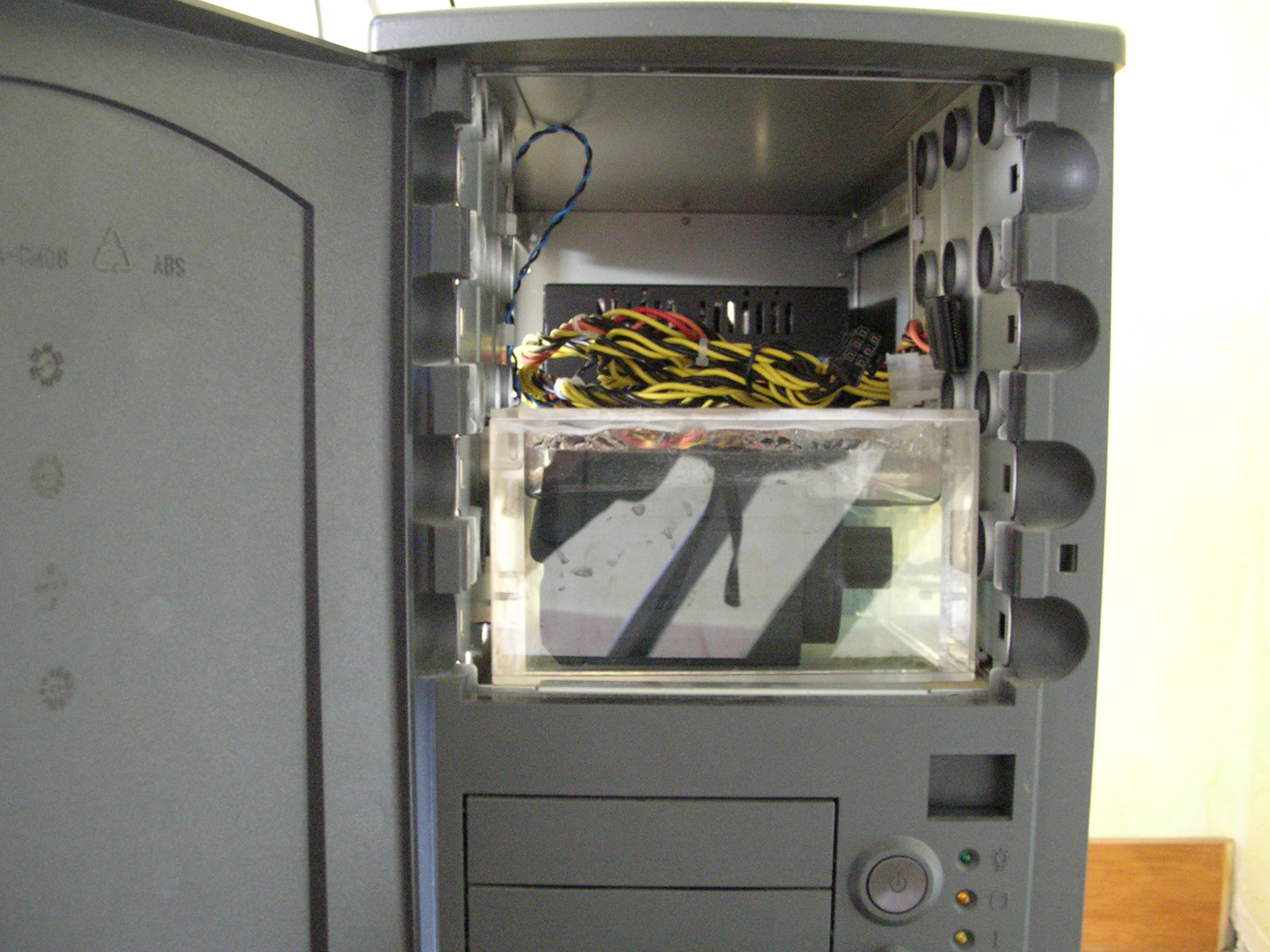
Le réservoir d'eau.
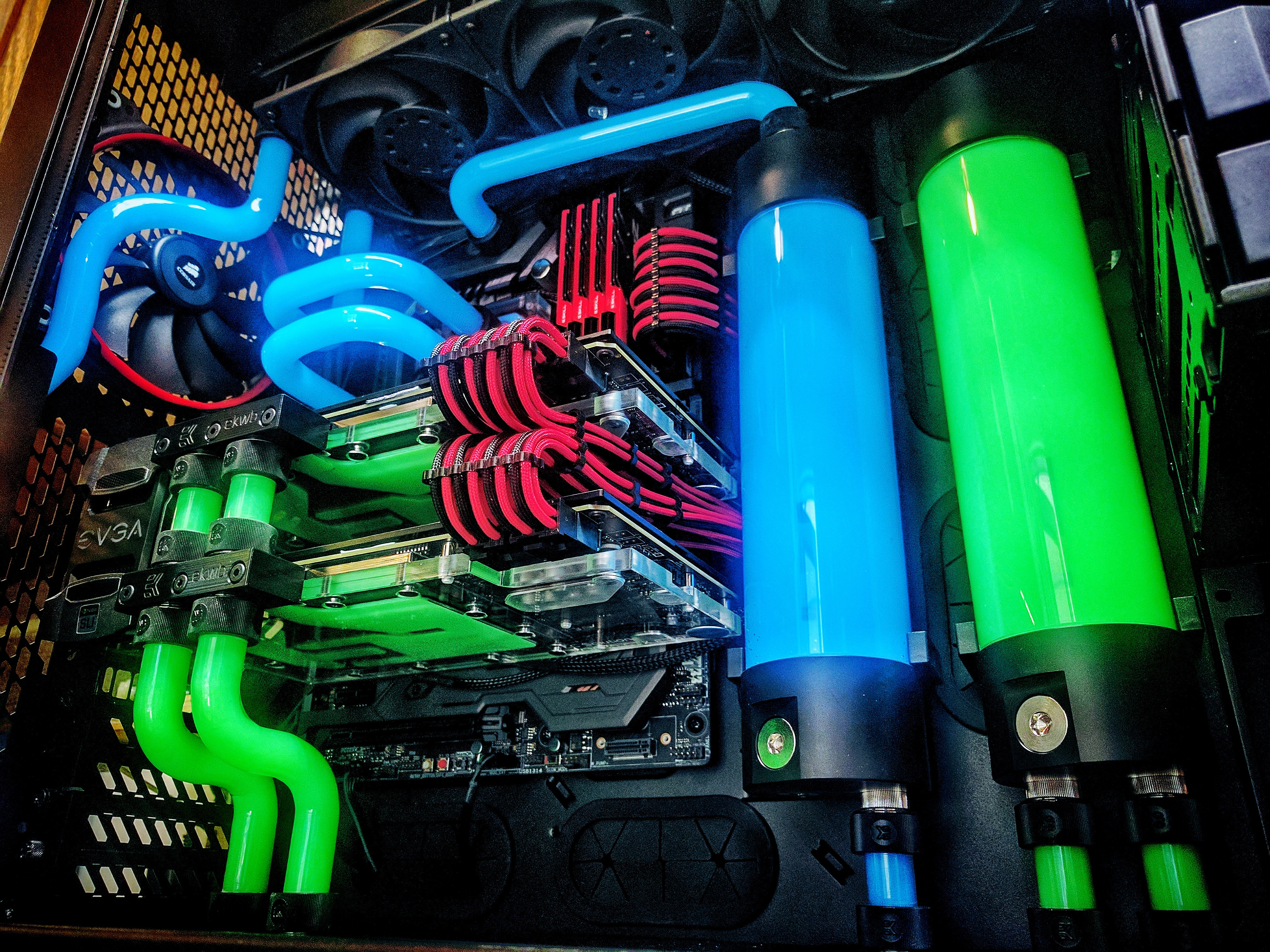
Double ligne de watercooling dans un PC.